# Hylaeus coroicensis
Hylaeus coroicensis är en biart som först beskrevs av Cockerell 1918.  Hylaeus coroicensis ingår i släktet citronbin, och familjen korttungebin. Inga underarter finns listade i Catalogue of Life.